# Cesar Romero
Cesar Julio Romero Jr. (Nova Iorque, 15 de fevereiro de 1907 — Santa Monica, 1º de janeiro de 1994) foi um ator estadunidense que atuou no cinema, rádio e televisão por quase 60 anos. Ficou muito conhecido por ter interpretado o  Coringa no seriado televisivo Batman, da década de 1960, e no filme homônimo de 1966.
Sua ampla gama de papéis em cena inclui amantes latinos, figuras históricas em dramas e personagens de comédias domésticas leves.

## Início da vida
Romero nasceu em Nova Iorque, filho de Maria Mantilla (filha do herói nacional cubano José Martí) e Cesar Julio Romero. Seu pai tinha ascendência italiana e trabalhava com importação e exportação de máquinas de refino de açúcar, e sua mãe era uma cantora cubana de concerto. Esse estilo de vida, no entanto, mudou drasticamente quando seus pais perderam o comércio de açúcar e sofreram perdas com a Quebra do Mercado de Ações de 1929. A família mudou-se para a Costa Oeste americana, o que lhe permitiu garantir seu sustento.

### Carreira no cinema
Começou sua carreira cinematográfica na década de 1930, geralmente interpretando papéis coadjuvantes. Em A Ceia dos Acusados (1934), desempenhou um papel de apoio, com muitos dos seus primeiros trabalhos em cena sendo pequenos personagens, como gângsteres italianos ou príncipes das Índias Orientais.
Seu primeiro papel de destaque foi como Khoda Khan, em A Queridinha do Vovô (1937), dirigido por John Ford. Fez vinte filmes pela 20th Century Fox, coestrelando com Carmen Miranda e Alice Faye em Aconteceu em Havana (1941), e com Betty Grable em Minha Secretária Brasileira (1942). Também interpretou papéis menores, como o pianista Sinjin, da banda de Glenn Miller, em Serenata Azul (1942). O chefe do estúdio da Fox, Darryl F. Zanuck, selecionou-o pessoalmente para coestrelar com Tyrone Power o filme Capitão de Castela (1947), dirigido por Henry King. Enquanto Power interpretou um personagem fictício, Romero apareceu como Hernán Cortés, o conquistador espanhol, conhecido por ter derrubado o Império Asteca de Montezuma e conquistado o centro do atual território do México. Romero também apareceu ao lado de Frank Sinatra em Onze homens e um segredo (1960).

### Carreira na televisão
Na televisão, fez várias participações especiais no The Martha Raye Show, pela rede NBC, em meados dos anos 1950. Seus outros trabalhos incluem o papel do tio de Don Diego de la Vega na série  Zorro, pela rede ABC. O reconhecimento internacional veio com o seriado Batman, da década de 1960, onde Cesar Romero interpretou o Coringa, um dos personagens mais famosos dos quadrinhos, em uma versão cômica do vilão. A única exigência do ator para viver o príncipe palhaço do crime era não raspar o bigode que usava, sendo parcialmente visível sob a maquiagem branca.
Romero permaneceu em atividade nas telas de TV mesmo depois do fim da série, em 1968, aparecendo em Banacek, Murder, She Wrote, Magnum, P.I. e Falcon Crest. Sua última aparição nas telas foi no docudrama Carmen Miranda: Bananas is my Business, filmado em 1993, mas lançado nos cinemas em 1995.

## Vida pessoal
Ele foi amigo de grandes diretores e trabalhou com John Ford, Ernst Lubitsch, Otto Preminger e Howard Hawks. Durante as filmagens de Aconteceu em Havana, tornou-se amigo de Carmen Miranda e apaixonou-se pelo Rio de Janeiro, que visitou por duas vezes, uma delas no Carnaval de 1946, ao lado do ator Tyrone Power, de quem era amigo íntimo.
Cesar Romero morreu em 1 de janeiro de 1994, em Santa Mônica (Califórnia), vitima de bronquite e pneumonia, aos 86 anos. Seu corpo foi cremado e as cinzas enterradas no Inglewood Park Cemetery, em Inglewood.

## Filmografia

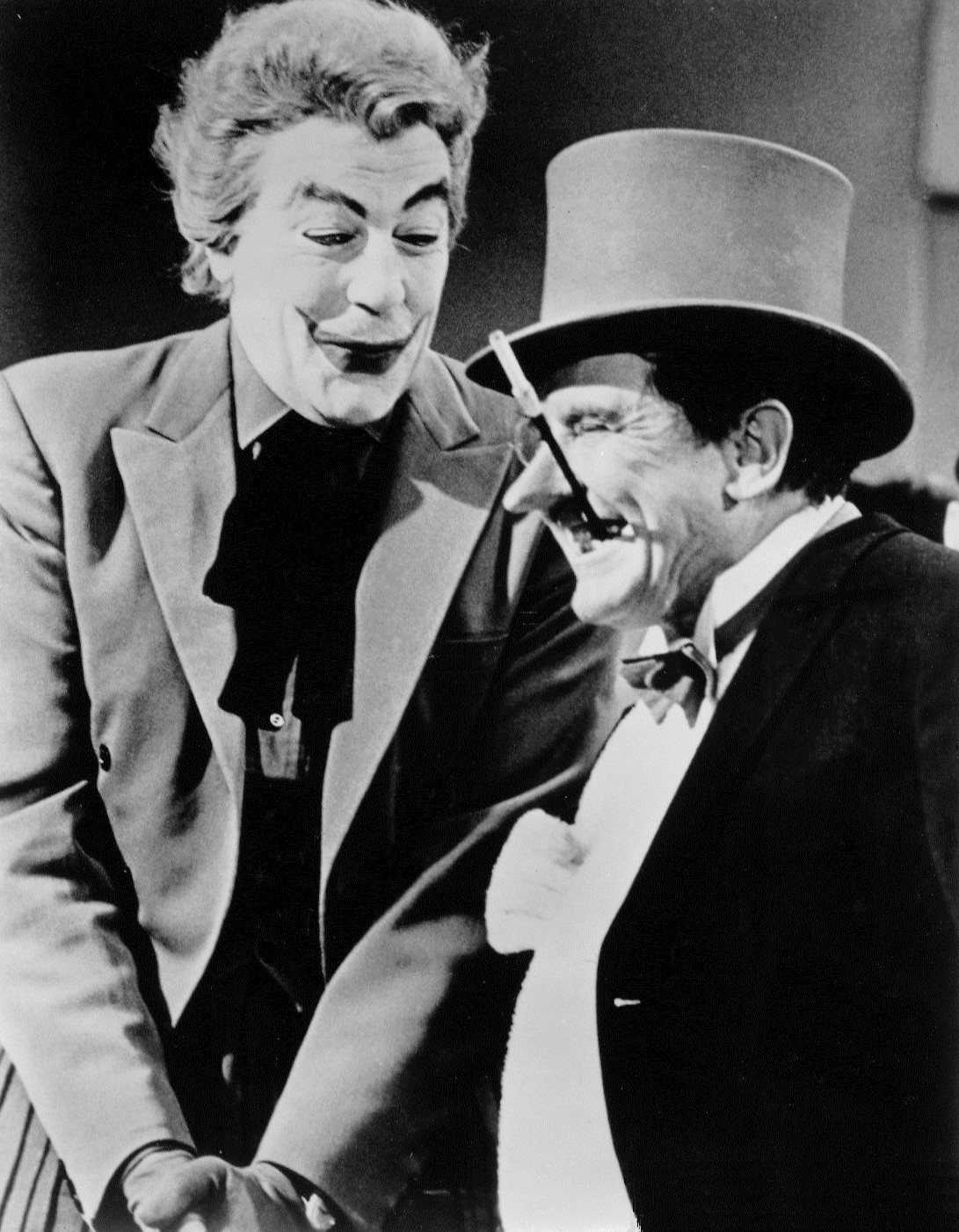
A personalidade e o carisma do Coringa permitiram interpretações famosas e marcantes do personagem no cinema e na TV, com destaque para o anárquico Coringa interpretado por Romero no seriado Batman dos anos 1960.

| Ano  | Filme / Série                          | Papel                               | Nota                                                                                          |
| ---- | -------------------------------------- | ----------------------------------- | --------------------------------------------------------------------------------------------- |
| 1933 | The Shadow Laughs                      | Tony Rico                           |                                                                                               |
| 1934 | A Ceia dos Acusados                    | Chris                               |                                                                                               |
| 1934 | Espionagem                             | Tito Del Val                        |                                                                                               |
| 1934 | No Mundo dos Sabidos                   | Tom Palmer                          |                                                                                               |
| 1934 | Esposas Estranhas                      | Boris                               |                                                                                               |
| 1935 | A Conquista de um Império              | Mir Jaffar                          |                                                                                               |
| 1935 | A Boa Fada                             | Joe                                 |                                                                                               |
| 1935 | Cardeal Richelieu                      | Andre de Pons                       |                                                                                               |
| 1935 | Mulher Satânica                        | Antonio Galvan                      |                                                                                               |
| 1935 | Doida pela Farda                       | Gigolo Georgie                      |                                                                                               |
| 1935 | Diamond Jim                            | Jerry Richardson                    |                                                                                               |
| 1935 | Metropolitan                           | Niki Baroni                         |                                                                                               |
| 1935 | Um Tenente Amoroso                     | Nieterstein                         |                                                                                               |
| 1935 | Guerra Sem Quartel                     | Tobey                               |                                                                                               |
| 1936 | A Ceia das Donzelas                    | Bill Wadsworth                      |                                                                                               |
| 1936 | Um Camarada Ambicioso                  | Dizzy Rantz                         |                                                                                               |
| 1936 | Mulher de Gângster                     | Gene Maroc                          |                                                                                               |
| 1936 | Jóias Funestas                         | Frank Peyton                        |                                                                                               |
| 1937 | Condenada Sem Culpa                    | Nick Sheldon / Al Shaw              |                                                                                               |
| 1937 | O Carro Blindado                       | Petack                              |                                                                                               |
| 1937 | A Queridinha do Vovô                   | Khoda Khan                          |                                                                                               |
| 1937 | Prisioneira do Marido                  | Victor Morell                       |                                                                                               |
| 1937 | Ali Babá é Boa Bola                    |                                     | (não creditado)                                                                               |
| 1938 | Feliz Aterrissagem                     | Duke Sargent                        |                                                                                               |
| 1938 | Adeus para Sempre                      | Count Giovanni 'Gino' Corini        |                                                                                               |
| 1938 | Minha Boa Estrela                      | George Cabot Jr                     |                                                                                               |
| 1938 | 5 do Mesmo Naipe                       | Duke Lester                         |                                                                                               |
| 1939 | Marido, Esposa e Amiga                 | Hugo                                |                                                                                               |
| 1939 | A Princesinha                          | Ram Dass                            |                                                                                               |
| 1939 | A Volta de Cisco Kid                   | Lopez                               |                                                                                               |
| 1939 | A Lei da Fronteira                     | Doc Holliday                        |                                                                                               |
| 1939 | Charlie Chan na Ilha do Tesouro        | Rhadini                             |                                                                                               |
| 1939 | Coração de Bandido                     | Cisco Kid                           |                                                                                               |
| 1940 | Ele Casou Sua Mulher                   | Freddie                             |                                                                                               |
| 1940 | Viva Cisco Kid                         | Cisco Kid                           |                                                                                               |
| 1940 | Bandoleiro da Sorte                    | Cisco Kid                           |                                                                                               |
| 1940 | Bandoleiro da Fuzarca                  | Cisco Kid                           |                                                                                               |
| 1941 | Um Audaz Aventureiro                   | Cisco Kid / Carlos Hernandez        |                                                                                               |
| 1941 | Alto, Moreno e Simpático               | J.J. 'Shep' Morrison                |                                                                                               |
| 1941 | Balas e Beijos                         | Cisco Kid                           |                                                                                               |
| 1941 | Alô, América!                          | Bruce Chadwick                      |                                                                                               |
| 1941 | Vênus de Cabaré                        | Duke McKay                          |                                                                                               |
| 1941 | Aconteceu em Havana                    | Monte Blanca                        |                                                                                               |
| 1942 | Um Blefe Formidável                    | Tony Miller                         |                                                                                               |
| 1942 | Seis Destinos                          | Harry Wilson                        |                                                                                               |
| 1942 | Serenata Azul                          | St. John 'Sinjin' Smith             |                                                                                               |
| 1942 | Minha Secretária Brasileira            | Victor Prince                       |                                                                                               |
| 1943 | Turbilhão                              | Joe Rocco                           |                                                                                               |
| 1943 | Flor de Inverno                        | Brad Barton                         |                                                                                               |
| 1947 | Carnival in Costa Rica                 | Pepe Castro                         |                                                                                               |
| 1947 | Capitão de Castela                     | Hernando Cortez                     |                                                                                               |
| 1948 | Variety                                |                                     | Episódio: A Letter from Home                                                                  |
| 1948 | O Órfão do Mar                         | Joe Sanger                          |                                                                                               |
| 1948 | Travessuras de Julia                   | Fred Ghenoccio                      |                                                                                               |
| 1948 | A Condessa Se Rende                    | Count Mario                         |                                                                                               |
| 1949 | Esta Loira é um Demônio                | Blackie Jobero                      |                                                                                               |
| 1950 | Gosto Deste Bruto                      | Pretty Willie Wetzchahofsky         |                                                                                               |
| 1950 | Once a Thief                           | Mitch Moore                         |                                                                                               |
| 1951 | O Mundo a Seus Pés                     | John Frost                          |                                                                                               |
| 1951 | The Bigelow Theatre                    | Gerente                             | Episódio: Big Hello                                                                           |
| 1951 | Stars Over Hollywood                   |                                     | Episódio: A Letter from Home                                                                  |
| 1951 | Continente Perdido                     | Maj. Joe Nolan                      |                                                                                               |
| 1951 | Mulher e Crime                         | Agente Glen Stedman                 |                                                                                               |
| 1951 | Gruen Guild Playhouse                  | Ele mesmo                           | Episódio: The Case of the Cavorting Statue                                                    |
| 1952 | Four Star Revue                        | Ator Convidado                      | 3º episódio, 4º temporada                                                                     |
| 1952 | Schlitz Playhouse of Stars             |                                     | Episódio: Tango                                                                               |
| 1952 | Lady in the Fog                        | Philip 'Phil' O'Dell                |                                                                                               |
| 1953 | El corazón y la espada                 | Don Pedro de Rivera                 |                                                                                               |
| 1953 | The Ford Television Theatre            |                                     | Episódio: All's Fair in Love                                                                  |
| 1953 | Street of Shadows                      | Luigi                               |                                                                                               |
| 1953 | Prisoners of the Casbah                | Firouz                              |                                                                                               |
| 1953 | Your Chevrolet Showroom                | Mestre de Cerimónias                | Série de televisão                                                                            |
| 1954 | Passport to Danger                     | Steve McQuinn                       | De 1954-1958 (31 episódios)                                                                   |
| 1954 | The Pepsi-Cola Playhouse               |                                     | Episódio: When the Police Arrive                                                              |
| 1954 | Climax!                                | Mendy Mendez                        | Episódio: The Long Goodbye                                                                    |
| 1954 | Vera Cruz                              | Marquês Henri de Labordere          |                                                                                               |
| 1955 | O Forasteiro                           | Manuel Silvera, "El Gato"           |                                                                                               |
| 1955 | Caminhos Sem Volta                     | Carlos Chavez                       |                                                                                               |
| 1955 | Damon Runyon Theater                   | Spanish John                        | Episódio: Situation Wanted                                                                    |
| 1955 | Lux Video Theatre                      | Andre Casell                        | Episódio: Appointment for Love                                                                |
| 1956 | Chevron Hall of Stars                  |                                     | Episódio: Happy New Year                                                                      |
| 1956 | Private Secretary                      |                                     | Episódio: In Darkest Manhatten                                                                |
| 1956 | Celebrity Playhouse                    | Ricardo Aguilar                     | Episódio: Bachelor Husband                                                                    |
| 1956 | O Segredo do Padre                     | Tony Lorenzo                        |                                                                                               |
| 1956 | Studio 57                              | Duke Thompson                       | Episódio: Mrs. Snyder                                                                         |
| 1956 | A Volta ao Mundo em 80 Dias            | Achmed Abdullah's Henchman          |                                                                                               |
| 1956 | Saturday Spectacular: Manhattan Tower  | Mambo Teacher                       | Telefilme                                                                                     |
| 1957 | Climax!                                | Miguel                              | Episódio: Strange Sanctuary                                                                   |
| 1957 | The Ford Television Theatre            | Christoforo                         | Episódio: The Lie                                                                             |
| 1957 | Schlitz Playhouse of Stars             |                                     | Episódio: An Old Spanish Custom                                                               |
| 1957 | Matinee Theatre                        |                                     | Episódio: Father Came Home                                                                    |
| 1957 | The Lucy-Desi Comedy Hour              | Carlos Garcia                       | Episódio: Lucy Takes a Cruise to Havana                                                       |
| 1957 | A História da Humanidade               |                                     |                                                                                               |
| 1957 | Navy Log                               | Apresentador                        | Episódio: The Beach Pounders                                                                  |
| 1958 | Caravana                               | Hon Don 'Charlie' Carlos de Fuentes | Episódio: The Honorable Don Charlie Story                                                     |
| 1958 | Target                                 |                                     | Episódio: Bandit's Cave                                                                       |
| 1958 | Studio One                             | Pat De Carlo                        | Episódio: Birthday Present                                                                    |
| 1958 | Villa!!                                | Tomás Lopez                         |                                                                                               |
| 1959 | Zorro                                  | Esteban de la Cruz                  |                                                                                               |
| 1959 | The Texan                              | Capitão Joaquin Acosta              | Episódio: Caballero                                                                           |
| 1959 | Death Valley Days                      |                                     | Episódio: Oblivion                                                                            |
| 1959 | Mis secretarias privadas               | Rafael Travesi                      |                                                                                               |
| 1959 | Hotel de Paree                         | Charlie Pendleton                   | Episódio: Sundance and the Violent Siege                                                      |
| 1960 | Stagecoach West                        | Manolo Lalanda                      | Episódio: A Time to Run                                                                       |
| 1960 | Five Fingers                           | Ferri                               | Episódio: Counterfeit                                                                         |
| 1960 | The Betty Hutton Show                  | Ele mesmo                           | Episódio: Goldie Without Men                                                                  |
| 1960 | Onze Homens e um Segredo               | Duke Santos                         |                                                                                               |
| 1960 | The Chevy Mystery Show                 | Prince Florizel                     | Episódio: The Suicide Club                                                                    |
| 1960 | Pete and Gladys                        | Ricky Valenti                       | Episódio: Crime of Passion                                                                    |
| 1960 | The Ann Sothern Show                   | Bernardo Diaz                       | Episódio: Hasta Luego                                                                         |
| 1960 | Zane Grey Theater                      | Francisco                           | Episódio: The Reckoning                                                                       |
| 1961 | Zane Grey Theater                      | Tom Bowdry                          | Episódio: Man from Everywhere                                                                 |
| 1961 | Stagecoach West                        | Coronel Francisco Martinez          | Episódio: The Big Gun                                                                         |
| 1961 | 7 Mulheres no Inferno                  | Luis Hullman                        |                                                                                               |
| 1961 | The DuPont Show of the Week            | Lukas                               | Episódio: The Ballet of the Paper Bullet                                                      |
| 1962 | Target: The Corruptors                 | Dimitris Hagias                     | Episódio: My Native Land                                                                      |
| 1962 | Follow the Sun                         | Jason Berry                         | Episódio: A Ghost in Her Gazebo                                                               |
| 1962 | The Beachcomber                        | Jaoquin Perez / Krasny              | Episódios: The Spaniard / Flight to Freedom                                                   |
| 1962 | Se o Marido Atender, Desligue          | Robert Swan / Adam Wright           | Indicado—Globo de Ouro de melhor ator coadjuvante                                             |
| 1963 | We Shall Return                        | Carlos Rodriguez                    |                                                                                               |
| 1963 | The Dick Powell Show                   | Louis Samson                        | Episódio: Charlie's Duet                                                                      |
| 1963 | Odisséia de um Bravo                   | Jerónimo                            |                                                                                               |
| 1963 | O Aventureiro do Pacífico              | Marquis Andre de Lage               |                                                                                               |
| 1963 | 77 Sunset Strip                        | Lorenzo Cestari                     | Episódio: 5: Part 4                                                                           |
| 1964 | Dr. Kildare                            | Dr. Paul Marino                     | Episódio: Onions, Garlic and Flowers That Bloom in the Spring                                 |
| 1964 | Uma Certa Casa Suspeita                | Lucky Luciano                       |                                                                                               |
| 1965 | A Lei de Burke                         | Chefe de policia Alvaro             | Episódio: Who Killed the Rest?                                                                |
| 1965 | Branded                                | Gen. Arriola                        | Episódio: The Mission: Part 2                                                                 |
| 1965 | The Man from U.N.C.L.E.                | Victor Gervais                      | Episódio: The Never-Never Affair                                                              |
| 1965 | Ben Casey                              | Frederic Delano                     | Episódio: Did Your Mother Come from Ireland, Ben Casey?                                       |
| 1965 | Astronauta por Acaso                   | Admiral Stoneham                    |                                                                                               |
| 1965 | Vamos Casar Outra Vez                  | Miguel Santos                       |                                                                                               |
| 1965 | Rawhide                                | Emilio Vasquez                      | Episódio: The Vasquez Woman                                                                   |
| 1966 | Batman - O Homem Morcego               | Coringa                             |                                                                                               |
| 1966 | Batman                                 | Coringa                             | De 1966-1968 (22 episódios)                                                                   |
| 1966 | Clown Alley                            | Clown                               | Telefilme                                                                                     |
| 1966 | ABC Stage 67                           |                                     | Episódio: The People Trap                                                                     |
| 1967 | T.H.E. Cat                             | Gordon Amley                        | Episódio: Queen of Diamonds, Knave of Hearts                                                  |
| 1968 | Agente 86                              | Kinsey Krispen                      | Episódio: The Reluctant Redhead                                                               |
| 1968 | Os Milhões de Madigan                  | Mike Madigan                        |                                                                                               |
| 1968 | A Máquina dos Milhões                  | Inspetor da Alfândega               |                                                                                               |
| 1968 | Skidoo se Faz a Dois                   | Hechy                               |                                                                                               |
| 1969 | Here's Lucy                            | Tony Rivera                         | Episódio: A Date for Lucy                                                                     |
| 1969 | Crooks and Coronets                    | Nick Marco                          |                                                                                               |
| 1969 | O Jogo das Barras de Ouro              | Carlo Dodero                        |                                                                                               |
| 1969 | O Computador de Tênis                  | A.J. Arno                           |                                                                                               |
| 1969 | Target: Harry                          | Lt. George Duval                    |                                                                                               |
| 1969 | Latitude Zero                          | Dr. Malic / Lt. Hastings            |                                                                                               |
| 1969 | Daniel Boone                           | Buenaventura                        | Episódio: The Grand Alliance                                                                  |
| 1969 | Viva o Garotão Prodígio!               | A.J. Arno                           |                                                                                               |
| 1969 | A Talent for Loving                    | Don Jose                            |                                                                                               |
| 1970 | O Rei dos Ladrões                      | Mike                                | Episódio: Beyond a Treasonable Doubt                                                          |
| 1970 | The Red Skelton Show                   |                                     | Episódio: Stone Walls Do Not a Prison Make: So They Added Iron Bars                           |
| 1970 | A Feiticeira                           | Ernest Hitchcock                    | Episódio: Salem, Here We Come                                                                 |
| 1970 | Julia                                  | Bunny Henderson / Bernard Henderson | Episódios: Bowled Over / Altar Ego / Half Past Sick / Bunny Hug                               |
| 1970 | The Red, White, and Black              | Col. Grierson                       |                                                                                               |
| 1971 | Nanny and the Professor                | Schiavoni                           | Episódio: The Man Who Came to Pasta                                                           |
| 1971 | O Jogo Perigoso do Amor                |                                     | Episódios: Love and the Duel / Love and the Note / Love and the Young Unmarrieds              |
| 1971 | Galeria do Terror                      | Conde Drácula                       | Episódio: The Diary / A Matter of Semantics / Big Surprise / Professor Peabody's Last Lecture |
| 1972 | The Jimmy Stewart Show                 | Almirante Decker                    | Episódio: A Bone of Much Contention                                                           |
| 1972 | The Proud and Damned                   | Prefeito de San Carlos              |                                                                                               |
| 1972 | Now You See Him, Now You Don't         | A.J. Arno                           |                                                                                               |
| 1972 | The Mod Squad                          | Frank Barton                        | Episódio: The Connection                                                                      |
| 1972 | Alias Smith and Jones                  | Armendariz                          | Episódio: The McCreedy Feud                                                                   |
| 1973 | Chase                                  | Parker                              | Episódio: A Bit of Class                                                                      |
| 1974 | Banacek                                | Marius Avantalu                     | Episódio: The Vanishing Chalice                                                               |
| 1974 | The Spectre of Edgar Allan Poe         | Dr. Richard Grimaldi                |                                                                                               |
| 1974 | The Haunted Mouth                      | B. Plaque (Narrador)                | (Curta-metragem)                                                                              |
| 1974 | Têmpera de Aço                         | Tony Hudson                         | Episódio: The Lost Cotillion                                                                  |
| 1975 | The Strongest Man in the World         | A.J. Arno                           |                                                                                               |
| 1975 | Medical Center                         | Packy                               | Episódio: The High Cost of Winning                                                            |
| 1975 | Timber Tramps                          | Greedy sawmill mogul                |                                                                                               |
| 1976 | Ellery Queen                           | Armand Danello                      | Episódio: The Adventure of the Wary Witness                                                   |
| 1976 | Carioca tigre                          | Don Rosalindo Y Guana               |                                                                                               |
| 1977 | Chico and the Man                      | Gilbero Rodriguez                   | Episódio: Chico's Padre                                                                       |
| 1977 | Mission to Glory: A True Story         |                                     |                                                                                               |
| 1977 | Don't Push, I'll Charge When I'm Ready | Teodoro Bruzizi                     | Telefilme                                                                                     |
| 1978 | Vega$                                  | Christopher Vincente                | Episódio: Lost Women                                                                          |
| 1979 | Ilha da Fantasia                       | Sheikh Hameel Habib                 | Episódio: A Little Ball                                                                       |
| 1979 | Buck Rogers                            | Amos Armat                          | Episódio: Vegas in Space                                                                      |
| 1980 | As Panteras                            | Elton Mills                         | Episódio: Dancin' Angels                                                                      |
| 1982 | Matt Houston                           | Miles Gantry                        | Episódio: Who Would Kill Ramona?                                                              |
| 1983 | Casal 20                               | Dr. Villac                          | Episódio: Chamber of Lost Harts                                                               |
| 1984 | We Think the World Is Round            | Santa Maria (voz)                   | Telefilme                                                                                     |
| 1985 | Falcon Crest                           | Peter Stavros                       | De 1985-1988 (51 episódios)                                                                   |
| 1985 | Magnum                                 | Doc Villoroch                       | Episódio: Little Games                                                                        |
| 1985 | A Louca Corrida do Ouro                | Padre Garcia                        |                                                                                               |
| 1985 | Riptide                                | Angelo Guirilini                    | Episódio: Arrivederci, Baby                                                                   |
| 1986 | O Barco do Amor                        | Vários personagens                  | Série de televisão                                                                            |
| 1988 | Mortuary Academy                       | O capitão do navio                  |                                                                                               |
| 1988 | Judgement Day                          | Octavio                             |                                                                                               |
| 1988 | The Tracey Ullman Show                 | Roland Diego                        | 3º episódio, 2º temporada                                                                     |
| 1989 | Simple Justice                         | Vincenzo DiLorenzo                  |                                                                                               |
| 1990 | Mulberry Street                        | Dominic Savoia                      | Telefilme                                                                                     |
| 1990 | As Super Gatas                         | Tony Delveccio                      | Episódio: Girls Just Wanna Have Fun... Before They Die                                        |
| 1990 | Babes                                  |                                     | Episódio: Dream Vacation                                                                      |
| 1992 | Jack's Place                           | Tony Yaniger                        | Episódio: Solo                                                                                |
| 1992 | Assassinato por Escrito                | Marcello Abruzzi                    | Episódio: Murder in Milan                                                                     |
| 1995 | Sonja Henie: Queen of the Ice          | Ele mesmo                           | (Documentário)                                                                                |
| 1995 | Carmen Miranda: Bananas is my Business | Ele mesmo                           | (Documentário)                                                                                |